# Podarcis melisellensis
Podarcis melisellensis är en ödleart som beskrevs av  Braun 1877. Podarcis melisellensis ingår i släktet Podarcis och familjen lacertider. IUCN kategoriserar arten globalt som livskraftig.

## Underarter
Arten delas in i följande underarter:
- P. m. aeoli
- P. m. bokicae
- P. m. caprina
- P. m. curzolensis
- P. m. digenea
- P. m. fiumana
- P. m. galvagnii
- P. m. gigantea
- P. m. gigas
- P. m. jidulae
- P. m. kammereri
- P. m. kornatica
- P. m. lissana
- P. m. lupa
- P. m. melisellensis
- P. m. mikavicae
- P. m. plutonis
- P. m. pomoensis
- P. m. thetidis
- P. m. traguriana